# Plectris crassesetosa
Plectris crassesetosa är en skalbaggsart som beskrevs av Frey 1967. Plectris crassesetosa ingår i släktet Plectris och familjen Melolonthidae. Inga underarter finns listade i Catalogue of Life.